# Fud Leclerc
Fud Leclerc (nacido Fernand Urbain Dominic Leclercq, Montlucon (Francia); 1924 – 20 de septiembre de 2010), fue un cantante belga.
Aunque nació en Francia, ha vivido toda su vida en Bélgica. Es músico y cantante. Tocó el acordeón acompañando a Jacqueline François. Representó a Bélgica en el Festival de la Canción de Eurovisión en cuatro ocasiones:
- 1956 - «Messieurs les noyés de la Seine» (Los ahogados del Sena), música de Jean Miret y Jacques Say, letra de Robert Montal, no se conoce la posición.
- 1958 - «Ma Petite Chatte» (Mi pequeña gata), música y letra de André Dohet, 5º lugar (de 10), 8 puntos (90 posibles).
- 1960 - «Mon Amour Pour Toi» (Mi amor por ti), música de Jacques Say, letra de Robert Montal, 6º lugar (de 13), 9 puntos (120 posibles).
- 1962 - «Ton Nom» (Tu nombre), música de Eric Channe, letra de Tony Golan, empató en último lugar (de 16), 0 puntos (45 posibles).

La última canción de la lista es notable por ser la primera canción que obtuvo cero puntos.